# Economia socialista de mercado
A economia socialista de mercado é consequência não apenas de uma função reguladora do Governo, mas do domínio absoluto pelo Estado, de todos os bens produtivos, ou seja, pela prática da coletivização de todos os meios e bens de produção.
Assim, caracteriza-se pela assunção por parte do Governo de toda a responsabilidade pela economia, por intermédio de um amplo sistema de planeamento e verificação. O Estado para além de todos os setores produtivos, possui ainda toda a terra, o gado e o equipamento agrícola, constituindo os camponeses que trabalham a terra, à semelhança dos outros trabalhadores, um proletariado agrícola.
- Revolução de Outubro;
- Socialismo científico;
- Materialismo histórico.